# Gerd Richter (Bühnenbildner)
Gerd Richter (* 14. Oktober 1903 in Dresden; † 1979 in Stuttgart) war ein deutscher Bühnenbildner.

## Leben und Wirken
Er war der Sohn von Karl F. Richter. Nach dem Schulabschluss besuchte er die Kunstakademien in seiner Heimatstadt und in Düsseldorf. Als Bühnenbildner debütierte er 1928 am Stadttheater Würzburg mit dem Bühnenbild zu Madama Butterfly. Von 1929 bis 1930 war er am Deutschen Volkstheater in Berlin, danach bis 1933 am Stadttheater Aachen und bis 1941 an der Staatsoper Hamburg tätig. Nach einem Jahr im deutschbesetzten Straßburg lehrte er von 1942 bis 1945 an der Kunstakademie Stuttgart und betreute dort gleichzeitig das Staatstheater als Bühnenbildner. Nach Ende des Zweiten Weltkrieges 1945 ging er an das Staatstheater und die Deutsche Volksbühne in Dresden. 1951 verließ er die DDR und ging an das Opernhaus in Essen und 1952 zurück an das Staatstheater in Stuttgart. Außerdem war er auch mehrfach im Ausland tätig.